# Вулиця Коновальця (Львів)
Вулиця Євге́на Конова́льця — вулиця у Франківському районі міста Львова, в місцевості Новий Світ (На Байках). Сполучає вулицю Степана Бандери з вулицею Івана Труша та утворює перехрестя з вулицями Житомирською, Степана Рудницького, Андрія Мельника, Русових та Київською. Прилучаються вулиці Гординських, Повстанська, Конотопська, Максима Залізняка, Генрика Семирадського, Художня, Грюнвальдська, Японська, Михайла Старицького.

## Історія вулиці і назви

### Назва вулиці
- 1892—1940 роки — вулиця 29 Листопада, на честь листопадового національно-визвольного повстання поляків і литовців проти Російської імперії у 1830—1831 роках;
- 1940—1941 роки — вулиця Енгельса, на честь Фрідріха Енгельса, німецького політичного діяча, одного з основоположників марксизму;
- Серпень 1941 — травень 1942 років — знов вулиця 29 Листопада;
- Травень 1942 — липень 1944 років — Ґерманештрасе, названа так через те, що більшість будинків призначалися лише для німців;
- Липень — грудень 1944 року — знов вулиця 29 Листопада;
- Грудень 1944 — 1992 рік — вулиця Енгельса;
- Від 1992 року й понині — вулиця Коновальця, на честь Євгена Коновальця, голови Проводу українських націоналістів, першого голови ОУН, одного із ідеологів українського націоналізму[9].

### З історії
Спочатку вулиця доходила до вулиці Болотної (теперішня вулиця Залізняка), згодом її продовжили до залізничної лінії Львів — Чернівці, а 1907 року проклали тут трамвайну лінію.
На перетині вулиць Коновальця, На Байках (нині — вулиця Київська) та Вишневецьких (нині — вулиця Русових) виникла невелика площа, названа львів'янами «П'ять кутів».
У 1900—1930 роках вулиця 29 Листопада та прилеглі до неї вулиці стали місцем жвавого будівельного руху, де чиншові кам'яниці перемежовувалися з престижними віллами.
Біля поворотного кільця трамвайного маршруту № 2 в 1950-х роках заклали Кульпарківський сквер (за радянських часів — сквер Геологів). За ним влаштовано платформу для зупинки потягів приміського сполучення на лінії «Львів — Чернівці». Залізнична зупинка була тут ще на початку XX століття, про неї нагадує маленький будиночок при колії.
Родині Франців належали гіпсові кар'єри та фабрика в кінці нинішньої вулиці Коновальця. А вся околиця тривалий час називалася Францівкою. Згодом на місці кар'єрів постали Піскові Озера та спортивний парк названий у 1920-х роках Ґданським. У 1960—1970 роках частину парку забудували дев'ятиповерховими будинками, гуртожитками, з'явився готельний комплекс «Турист». Останніми роками триває забудова території парку.

## Будівлі

### №1—20

Литовська Погоня на фронтоні будинку
(Коновальця, 17)

- № 1, 3, 5, 7 — збудовані близько 1910 року в стилі раціональної сецесії з використанням у декорі елементів готики, ренесансу та бароко. Будинок № 3 внесений в реєстр пам'яток архітектури місцевого значення під охоронним № 416-м[5].

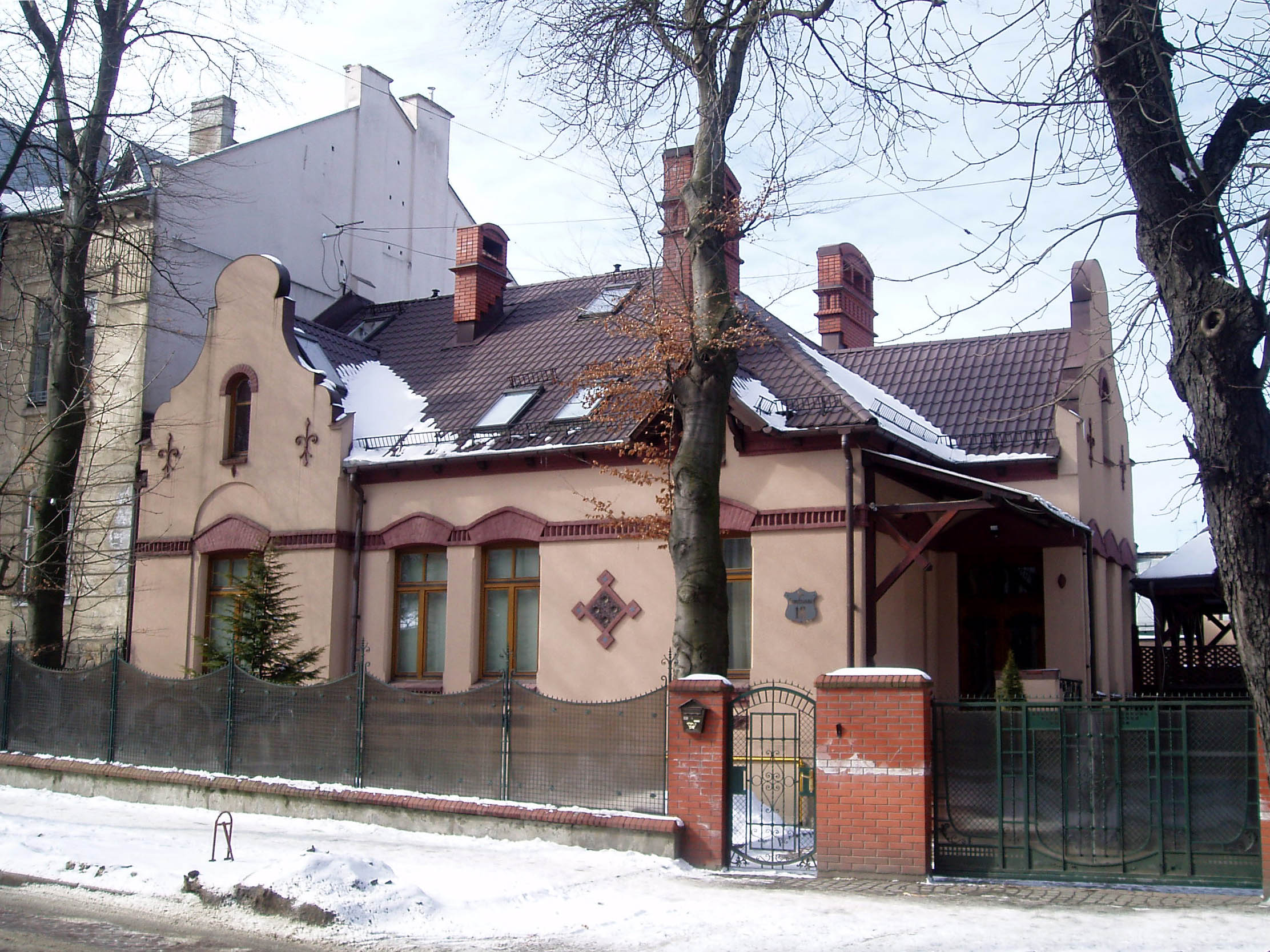
Вілла Йозефа Браунзайса
(Коновальця, 16)

Коновальця, 4

 У міжвоєнний період в будинку № 1 працював ординаторський лікарський пункт 2-го району міста Львова. Нині тут міститься львівський обласний комунальний шкірно-венерологічний диспансер № 1.
- № 4 — риси пізньої сецесії. Власницею кам'яниці на початку XX століття була Ґелена Вежхлевська[11]. У цьому будинку до початку 2008 року перебував військовий комісаріат Франківського району.
- № 6 — збудували у 1905 році для інтернату імені Григоріса Пірамовича. Фасад цього будинку авторства Антонія Рудольфа Фляйшля був вирішений як стилізація галицького ренесансу. В оздобленні інтер'єрів будівлі брав участь один з творців карпатського стилю Казимир Мокловський; на сьогодні не збережені[12].

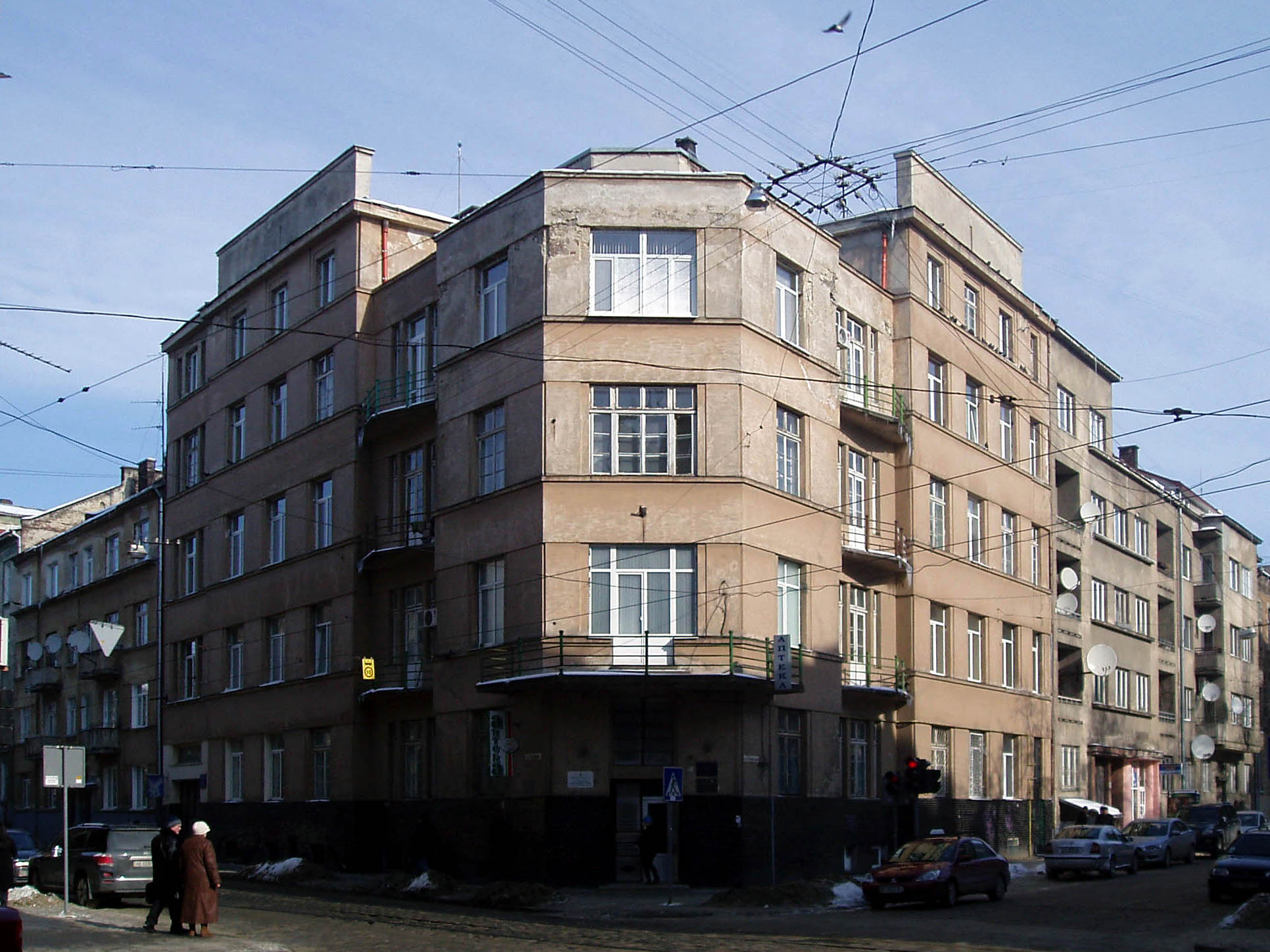
«Дім емігранта»
(Коновальця, 12)

- № 7 — будинок «Під орлами». 2003 року відбулася реконструція фігури орлів на фасаді цього будинку за проєктом та керівництвом скульптора Любомира Кукіля[13].
- № 8, 10 — збудовані у 1930-х роках в стилі функціоналізму. Двері, сіни, сходова клітка виконані у стилі арт Деко.
- № 11 — значиться на вулиці Київській, 27, але фактично є візитівкою вулиці Коновальця. Збудована у 1909—1911 роках за проєктом Станіслава Борковського, автором скульптурних композицій був Теобальд Оркасевич[12]. Кам'яниця декорована символами Листопадового повстання, 80-річчя якого тоді відзначалося: булава на шпилі купола та скульптурна група під ним, консолі під еркером, литовська Погоня на аттику. На фасаді з боку вулиці Коновальця можна побачити герби Русі (Архістратиг Михаїл) і Литви (Погоня) та слід від гербового щита, на якому був польський Орел.
- № 11б — будинок споруджений у 1911 році за проєктом архітектора Генрика Орлеана[12]. Виконаний у стилі раціональної сецесії, має багату декорацію фасаду, сіней та сходової клітки. Тут сецесія вже вступається перед арт деко. В сінях частково зберігся вітражний ліхтар. Будинок внесений до реєстру пам'яток архітектури місцевого значення під охоронним № 1105-м[5].

- № 12 — наріжний з вулицею Русових будинок спорудили у 1930 році за проєктом Генрика Заремби для «Дому емігрантів» (еміграційний синдикат)[14], які мали намір перебратися з Галичини до Америки. Проєкт цього будинку передбачав багате оздоблення фасаду у стилі ар деко. Реалізація цього проєкту суттєво відрізняється — будинок зовсім позбавлений декору, можливо причиною стала Світова економічна криза, що почалася у 1929 року і спричинила зменшення фінансування будови. Нині у будинку міститься гінекологічне відділення комунальної 5-ї міської клінічної лікарні[12].

- № 15 — будинок, споруджений проєктно-будівельним бюро Івана Левинського у 1908 році[15]. Будинок внесений до реєстру пам'яток архітектури місцевого значення під охоронним № 1106-м[5].
- № 16 — вілла архітектора Йозефа Браунзайса, збудована 1902 року за його власним проєктом. Декілька років тому її перебудували, зберігши на стіні керамічний орнамент. Будинок внесений до реєстру пам'яток архітектури місцевого значення під охоронним № 2635-м[5].
- № 17 — збудований архітектурно-будівельним бюро Івана Левинського у стилі сецесії. На фронтоні будинку бачимо литовську Погоню.

### №21—40

Пам'ятна таблиця Іванові Раковському
(Коновальця, 31)

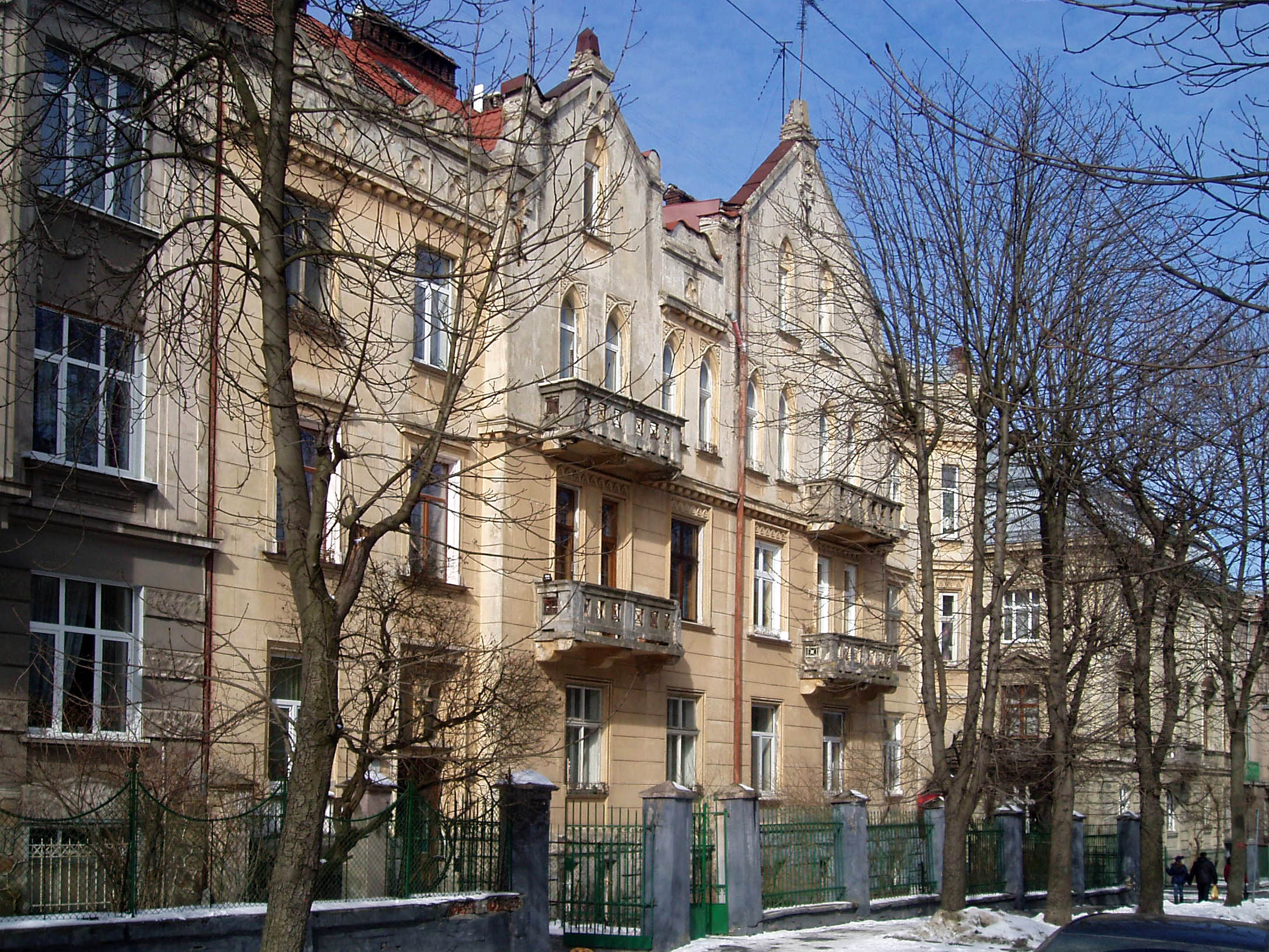
Житловий будинок
(Коновальця, 34)

Кам'яниця Іллі Кокорудза
(Коновальця, 40)

- № 21 — двоповерхова вілла, збудована у 1898 році за проєктом архітектор Владислава Рауша для Йоганни Лоренц. Вілла з сутеренами (високим цокольним поверхом) та мансардою, а також великою дерев'яною верандою. Вілла складалася з трьох кімнат, кухні, пральні, двох пивниць, сіней, коридору та санітарного вузла; на партері містилося п'ять кімнат, кухня, сіни та санвузол. На рівні вікон другого поверху розміщена ніша з фігурою Богородиці. 7 травня 1900 року Йоганна Лоренц продала нерухомість директорові крайового Залізничного бюро Казимиру Залеському та його дружині Феліції. 1908 року Феліція Залеська продала нерухомість Молочарській спілці в Рудках[16].
 Молочарська спілка винайма́ла за гро́ші, зокрема на 1910 рік у віллі мешкали: судовий урядник Ян Іжицький та купець Юзеф Стоцька. 1911 року за проєктом Яна Новорити Спілка звела конюшні та помешкання для візників з боку сучасної вулиці Єфремова. 1928 року до південного фасаду вілли Малопольська молочарська спілка прибудувала невелику промислову споруда з залізобетонних конструкцій — молочарний завод (автор проєкту — інженер управління залізобетонних робіт Павел Регоровський). У радянський час у віллі розмістилося відділення КДБ[16], а молочарський завод після другої світової війни перейшов у власність Львівського молокозаводу. До 2010 року повз віллу можна перейти на сусідню вулицю Єфремова[17], доки з боку Єфремова, 30 не збудували новий багатоквартирний будинок з широкою брамою-проїздом на подвір'я[16].

У 2012 році ЛМР хотіла передати ділянку в постійне користування «Львівській Політехніці» під будівництво багатоквартирного будинку. До 2013 року вілла перебувала на балансі відкритого акціонерного товариства «Львівський міський молочний завод». 2017 року вілла була у приватній власності. На початку 2019 року будинок визнали нововиявленою пам'яткою архітектури, але до реєстру пам'яток не внесли, адже згідно з висновками Мінкульту, вілла не має ознак пам'ятки архітектури. Водночас 2019 року забудовник вже представив проєкт шестиповерхівки з підземним паркінгом. Тут обіцяють зберегти фасадні стіни вілли. Від вулиці Коновальця цього не буде помітно, вілла залишиться за фасадом нового будинку. Проте, забудовник не дотримався раніше даної обіцянки і 23 жовтня 2021 року віллу Йоганни Лоренц знесли без збереження фасадної стіни вілли. Розпорядженням Львівської ОДА від 15 червня 2020 року «Про занесення щойно виявлених об'єктів до Переліку об'єктів культурної спадщини» вілла Йоганни Лоренц внесена до Переліку об'єктів культурної спадщини Львівської області.

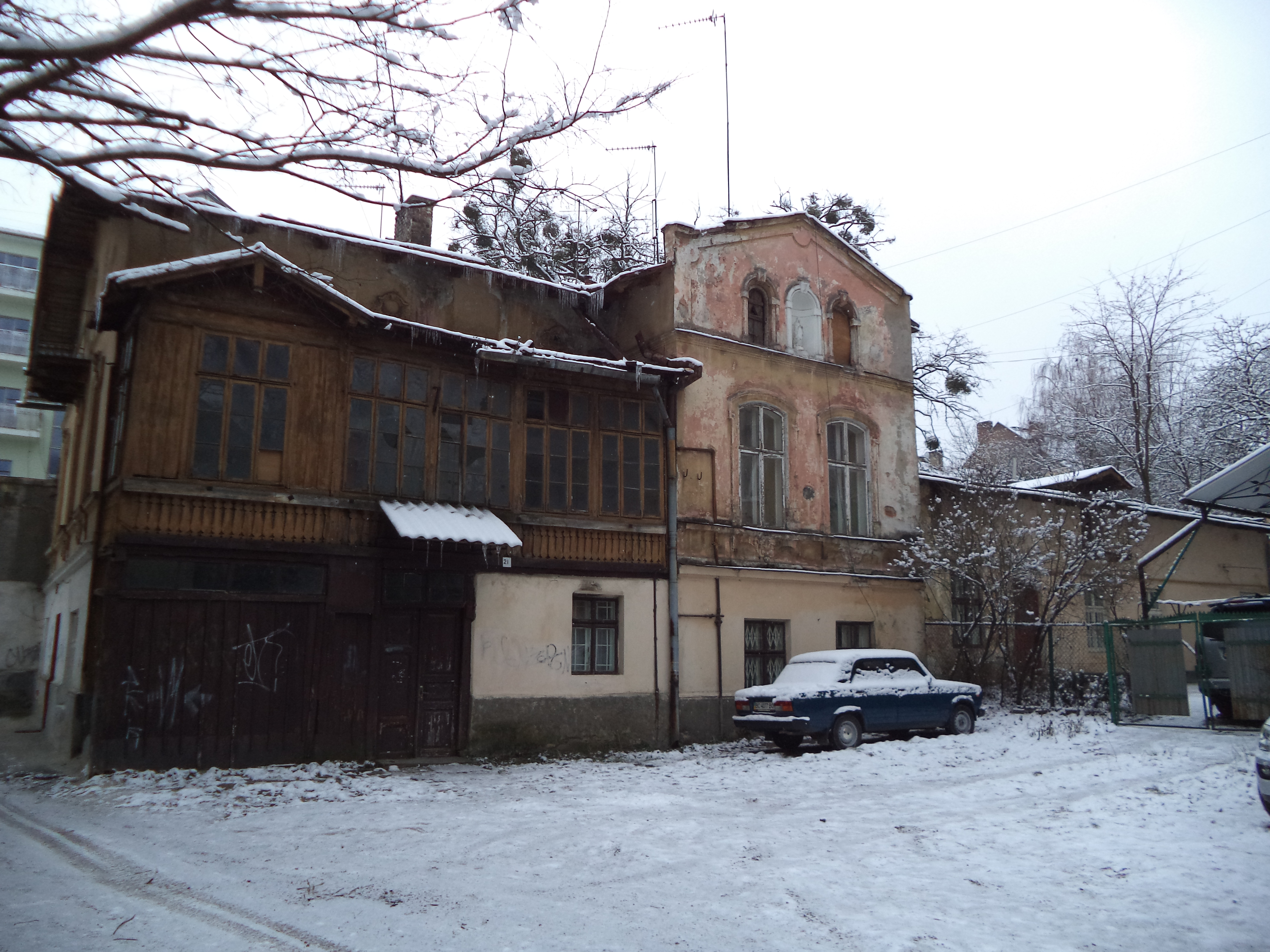
Вілла Йоганни Лоренц
(Коновальця, 21),
розібрана у 2021 році

- № 22 — будинок колишнього санаторію «Віта»[22], збудований у 1929 році й оздоблений в стилі ар деко, приміщення якого нині займає пульмонологічне відділення комунальної 5-ї міськоі клінічної лікарні. На першому поверсі розташований лікувально-діагностичний кабінет «Пульміс».
- № 24 — двоповерхова вілла збудована за проєктом Якуба Зільбера у 1927 році для родини Ольшевських. У центральній частині фасаду розташовується ризаліт, який завершується прямокутним фронтоном на рівні даху. Ризаліт оздоблено по бокам пілонами.[12] Нині приміщення займає комунальна 5-та міська клінічна лікарня.
- № 26 — вілла збудована за проєктом Яна Карасінського 1894 року, у швейцарському стилі та розташована у глибині подвір'я комунальної 5-ї міської клінічної лікарні[23][12]. Нині в будинку міститься адміністративний корпус 5-ї міської клінічної лікарні.

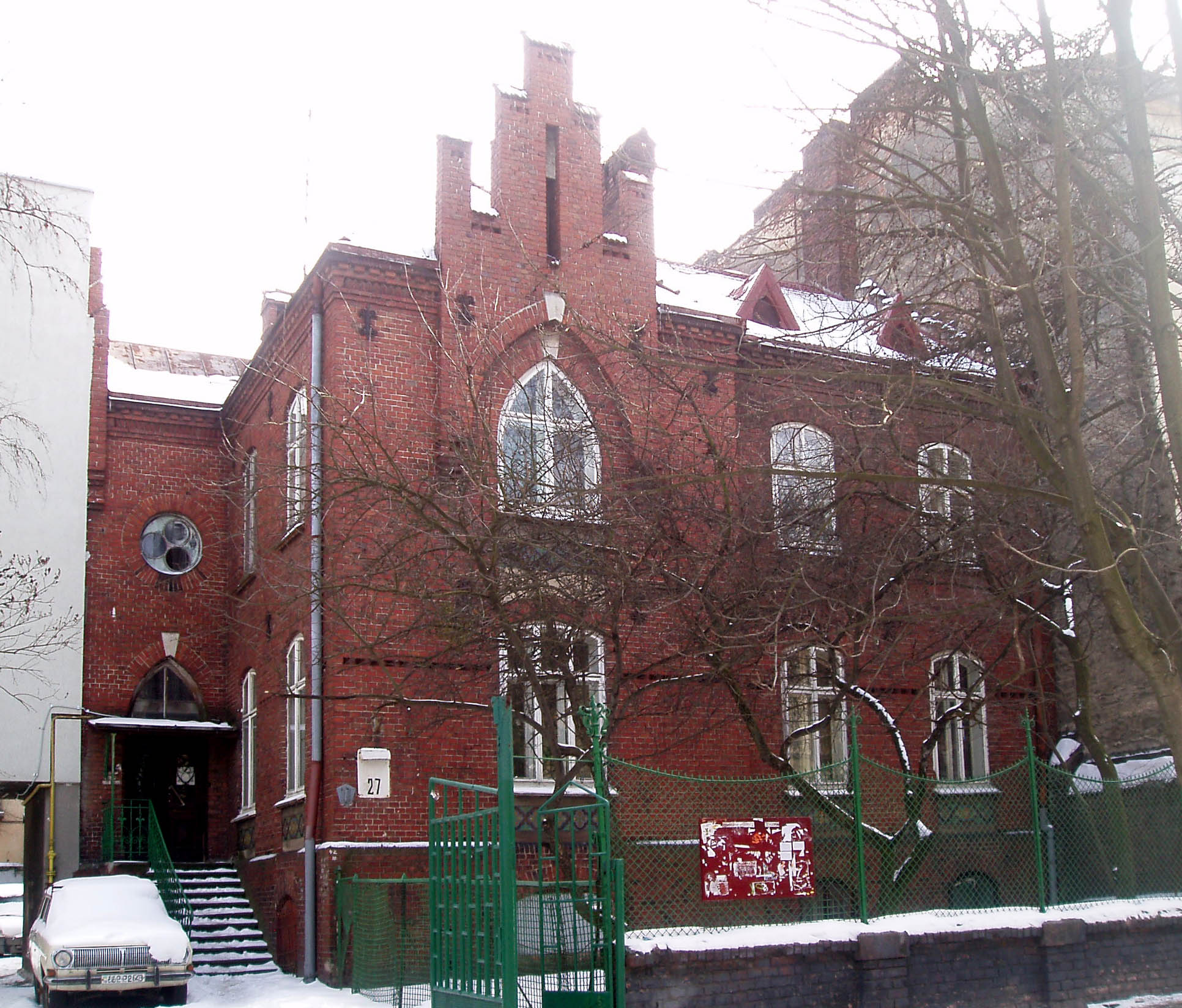
Вілла Гелени Бромільської
(Коновальця, 27)

- № 25, 29 — будинки мають виразний сецесійний характер.
- № 27 — вілла збудована у 1898—1899 роках фірмою Івана Левинського, за проєктом Станіслава Маєрського на замовлення Гелени Бромільської. Виконана з нетинькованої червоної цегли у неготичному стилі, з керамічними вставками під вікнами. В подвір'ї садиби простягаються довгі офіцини з балконами-галереями[24][25]. Будинок внесений до реєстру пам'яток архітектури місцевого значення під охоронним № 418-м[5].
- № 28 — будинок споруджений за проєктом Альфреда Каменобродського у 1904 році[26].

- № 31 — в будинку мешкали двоє професорів Академічної гімназії — отець Леонтій Лужицький та Іван Раковський. Леонтій Лужицький (1869—1951) був катехитом та викладав церковну історію в гімназії, а згодом і в Богословській академії. Іван Раковський був не лише професором гімназій в Коломиї та Львові. Він відомий як антрополог і зоолог; один з організаторів Львівського таємного університету у 1921—1925 роках. З 1934 року Іван Раковський очолював Наукове товариство імені Шевченка у Львові. Був він головним редактором тритомної «Української загальної енциклопедії», яка творилася у 1930—1935 роках. У 2005 році, з ініціативи голови НТШ Олега Романіва, на будинку № 31 на вул. Коновальця відкрили пам'ятну таблицю Іванові Раковському (автор — скульптор Олег Капустяк).
- № 33, 33а — чотириповерховий будинок споруджений будівельним трестом «Укрзахідшляхбуд» у 1950-х роках в стилі радянського функціоналізму. Нині це приміщення займає медична лабораторія «Сінево». Позаду, у дворі, є ще двоповерховий будинок під № 33а, де до кінця 2017 року містився лікувально-діагностичний центр «Медицина ока»[27].

- № 34, 36 — триповерхові житлові будинки, збудовані у 1910—1911 роках за проєктом Зигмунта Добжанського[28].
- № 37 — будинок Марії Боґуш-Зелінської (давніша адреса — вулиця 29 Листопада, 37), споруджений у 1913-1914 роках за проєктом Зигмунта Шмукера у стилі «раціональної» сецесії. Над входом між вікнами другого та третього поверхів встановлено горельєф жіночої фігури. Дві жіночі скульптури прикрашають також аттик. Авторство скульптурного оздоблення будинку приписують Едмунду Плішевському[29]. У 1920-1939 роках будинок належав Станіславу Морачевському[30]. Будинок внесений до реєстру пам'яток архітектури місцевого значення під охоронним № 2244-м[5].
- № 40 — власна кам'яниця (давніша адреса — вулиця 29 Листопада, 40) Іллі Кокорудза, який у 1909—1927 роках був директором Академічної гімназії у Львові. На частині своєї парцелі, що виходила на вулицю Моджеєвської (тепер вулиця Кокорудза) він збудував на власні кошти школу для дівчат, яку передав товариству «Рідна Школа». Директором цієї середньої школи, що стала називатися «Жіноча гімназія „Рідної школи“ імені Іванни і Іллі Кокорудзів» був доктор Іван Винар, який після війни емігрував до США. Його син Любомир Винар є відомим істориком, Президентом Українського Історичного товариства, головою Наукової Ради Світового Конґресу Українців, редактором журналу «Український історик». За радянських часів гімназію перетворили на дівочу школу № 5 (до середини 1950-х років в СРСР у містах були окремі школи для хлопців і дівчат). Нині — це знову школа імені Іванни та Іллі Кокорудзів. Крім Кокорудзів, за цією ж адресою мешкала родина Гординських, яка займала в цій кам'яниці партер (перший поверх). Тут виростав Святослав Гординський, видатний художник та письменник. У сусідстві мешкав професор географії Степан Рудницький, якого вважають основоположником української політичної географії. Як багато інших галичан Степан Рудницький спокусився на гасла «українізації» і переїхав до УСРР, де загинув у сталінських концтаборах. Поверхом вище мешкав професор математики Володимир Кучер. Як фізик, він зробив вагомий внесок у розвиток квантової механіки.

### №41—60
- № 44 — будинок споруджений у 1911—1912 роках для скарбового радника Людвіка Гірша за проєктом Івана Багенського, який працював тоді у проєктно-будівельному бюро Войцеха Дембінського. Будинок виконаний у стилі пізнього модерну[12]. Будинок внесений до реєстру пам'яток архітектури місцевого значення під охоронним № 1110-м[5].

Кам'яниця скарбового радника Людвіка Гірша (Коновальця, 44)

- № 44а — кам'яниця споруджена у 1910—1911 роках за проєктом Юзефа Горнунга на замовлення Кароля Ґорнунґа. Привертає увагу своєрідне трактування тем класицизму та ампіру[12]. Виконаний у стилі пізньої сецесії. Нещодавно її помалювали до рівня третього поверху у яскравий зелений колір.

Кам'яниця Кароля Горнунґа
(Коновальця, 44а)

- № 46 — будинок споруджений у 1917 році, як двоповерховий[31]. В 1960-х роках було добудовано третій поверх. За часів незалежної України була зведена мансарда.[джерело?]
- № 47 — вілла збудована у 1893 році за проєктом Яна Перося для власниці фабрики гіпсу Юзефи Франц. Будинок рясно декоровано необароковими елементами. Акцентом композиції є вежа, що завершується куполом[12]. Декорував фасади цього розкішного палацу Едмунд Плішевський. Після смерті Юзефи Франц у 1907 році новим власником палацу став львівський інженер Карл Ріхтманн, відомий тим, що у 1910 році виконав 40-хвилинний політ над Львовом на повітряній кулі, а й тим, що викупив у збанкрутілого власника Еміля Браєра популярний у той час водолікувальний санаторій «Маріївка» по дорозі зі Львова до Винників. У 1930-х роках власниками вілли були граф Мечислав Ходкевич з дружиною, а після другої світової війни тут містилися лише медичні установи, так у 1950-х роках тут було дитяче відділення туберкульозного диспансеру, а згодом тут «оселився» Львівський обласний лікувально-фізкультурний диспансер, що функціонує тут донині[17]. Будинок внесений до реєстру пам'яток архітектури місцевого значення під охоронним № 420-м[5].
- № 50 — чотириповерховий житловий будинок на розі вулиць Коновальця та Мельника, виділений п'ятиповерховим об'ємом, що довершений трикутним фронтоном з обелісками[32], споруджений у 1950—1955 роках за проєктом архітектора Валеріана Сагайдаковського[12]. Виразну пластику фасадів формують зблоковані вертикально відкриті еркери-балкони та ритм аркових прорізів вбудованої продуктової крамниці «Темп» — першої крамниці самообслуговування у Львові[32]. Крамницю «Темп» закрито у 2024 році і того ж року у цьому приміщенні відкрився продуктовий магазин мережі «Близенько».

Будинок з магазином «Темп»
(Коновальця, 50)

- № 52 — будинок перебудували, додавши ще один поверх, а від сецесії залишилося лише два металевих кронштейни під балконом другого поверху.
- № 54 — триповерхова кам'яниця з ламаним фронтоном, збудована перед першою світовою війною та зберегла риси раціональної сецесії. У міжвоєнний період в будинку мешкав архітектор Людвік Вельтце та містилося його архітектурне бюро[33]. За часів незалежності одну з квартир на першому поверсі будинку було переобладнано під нотаріальну контору, у 2018—2020 роках це приміщення займало Почесне консульство республіки Молдова у місті Львові, від 2020 року — стоїть пусткою.

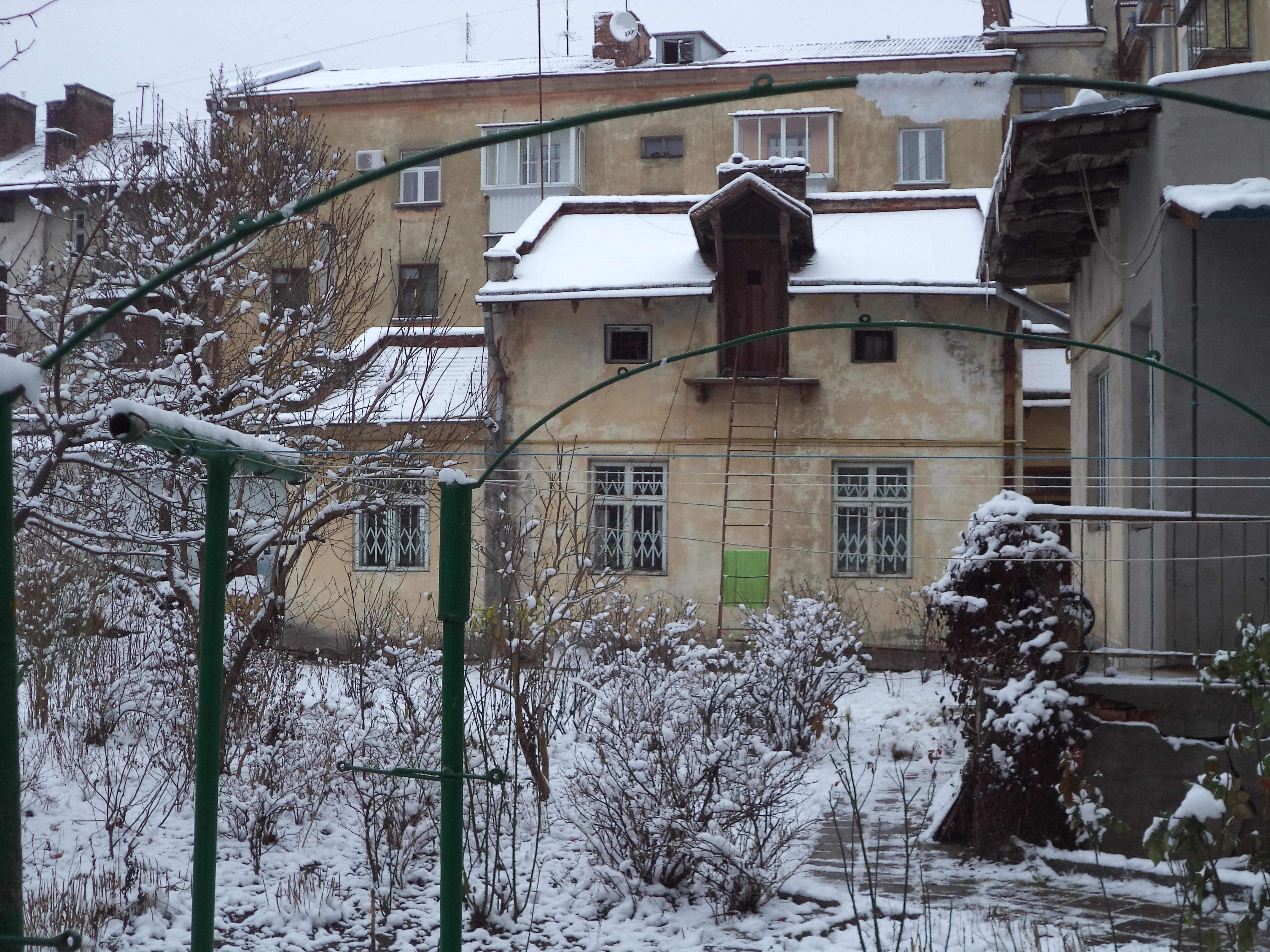
Садиба зі старої забудови вулиці
(Коновальця, 54б)

- № 54б — будівля демонструє садибну забудову цієї околиці з кінця XIX століття.
- № 56 — у міжвоєнний період тут містилися фабрика бетонних виробів «Барщевський А. і син»[34] та фабрика цементних виробів «Барщевський Ю. і син»[35].
- № 60 — житловий будинок зведений за проєктом Юзефа Дромірецького на замовлення власників цієї земельної ділянки Болеслава та Ірени Тшосів[12]. У будинку у 1943—1984 роках мешкав вчений і письменник Григорій Нудьга, дослідник української пісенної творчості, укладач ряду антологій, автор монографій «Листування запорожців а турецьким султаном», «Пародія в українській літературі», повісті-есе «Не бійся смерті». У 1998 році на стіні будинку встановили пам'ятну таблицю (скульптор Степан Голінчак). Однак кілька років тому ця бронзова таблиця зникла.
- № 60а — житловий будинок збудований за проєктом Збіґнева Вардзали для Яна та Ядвіги Шидлаків[12].

### №61—80

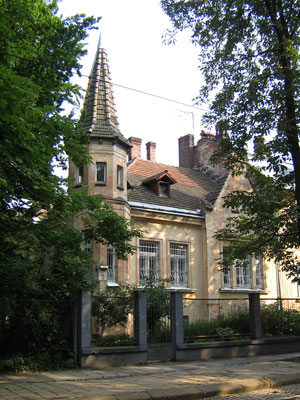
Житловий будинок
(Коновальця, 71)

- № 63 — вілла збудована проєктно-будівельним бюро Івана Левинського (1901)[15].
- № 65 — вілла, власником якої на початку XX століття був Станіслав Хоментовський[36]. Будинок внесений до реєстру пам'яток архітектури місцевого значення під охоронним № 2245-м[5].

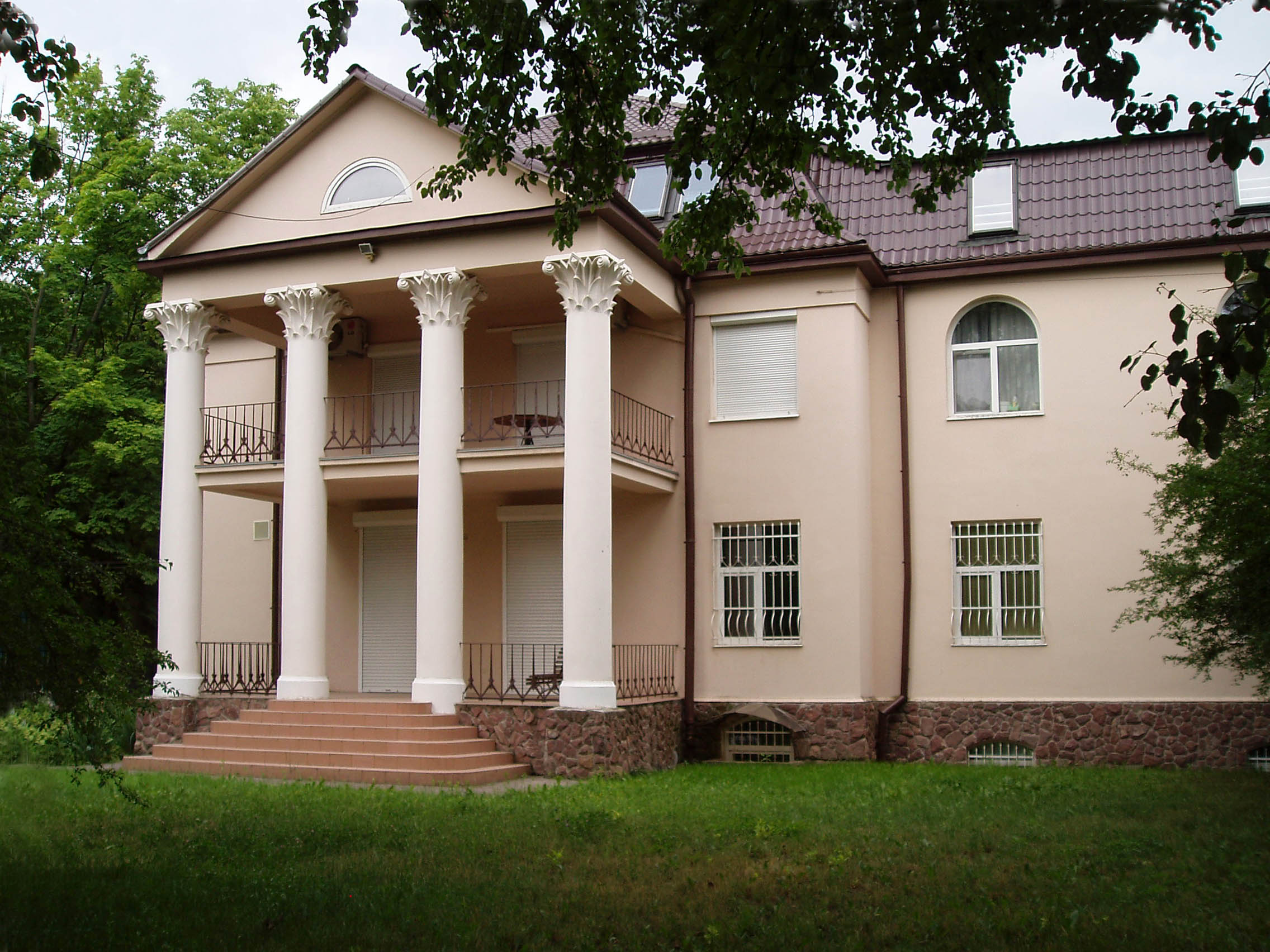
Вілла Бочаровського
(Коновальця, 78)

- № 66, 68 — збудовані у 2005—2007 роках два будинки-близнюки, що імітують стиль 1920-х років.
- № 71 — вілла зі шпильчастою вежею збудована у 1901 році проєктно-будівельним бюро Івана Левинського, у стилі історизму[15]. Будинок внесений до реєстру пам'яток архітектури місцевого значення під охоронним № 421-м[5].

- № 70, 72, 74 — вілли збудовані у 1902 році фірмою Івана Левинського (1901—1902 з дерев'яними конструкціями даху за проєктами Емануеля Яримовича). Будинки № 70 та 74 внесені до реєстру пам'яток архітектури місцевого значення під охоронними № 1112-м та № 1687-м відповідно[5].
- № 75 — будинок збудований 1928 року за проєктом архітектора Домініка Вуховича у дворковому стилі. У міжвоєнний період в будинку працювала аптека М. Лазовського[37]. По війні тут працювала державна аптека, за часів незалежності — «Аптека № 25». 2008 року у будинку з'явилися нові орендарі і після ґрунтовної перебудови тут відкрився центр корекції слуху «Інфотон», що працює тут донині.
- № 76 — вілла запроєктована та виконана проєктно-будівельним бюро Івана Левинського (1901—1902)[15]. Будинок внесений до реєстру пам'яток архітектури місцевого значення під охоронним № 1688-м[5].
- № 78 — наріжна з вулицею Залізняка велика вілла Бочаровського у дворковому стилі з масивними коринфськими колонами, стилізованими під ар деко. Її збудували у 1925 році за проєктом Яна Новорити. Нині тут міститься готель «Heavenly B&B»[38]. Будинок внесений до реєстру пам'яток архітектури місцевого значення під охоронним № 2246-м[5].

### №81—124

Будинок Юліуша Райсса
(Коновальця, 89)

- № 81 — вілла споруджена у 1903 році на замовлення Ванди Дембіцької. Проєкт розробив у 1902 році архітектор Наполеон Лущкевич. Будівля виконана у стилі сецесії. Розташована у глибині ділянки та відокремлена огорожею від вулиці. Це одноповерхова споруда з мансардою. Головний фасад асиметричний, ліворуч зміщена розкрепована частина, а праворуч портал входу з парадними сходами. Розкрепована частина завершується щипцем та має вікна півциркульної форми з профільованими обрамленням та декоровані сецесійною ліпниною[39]. Будинок внесений до реєстру пам'яток архітектури місцевого значення під охоронним № 2638-м[5].

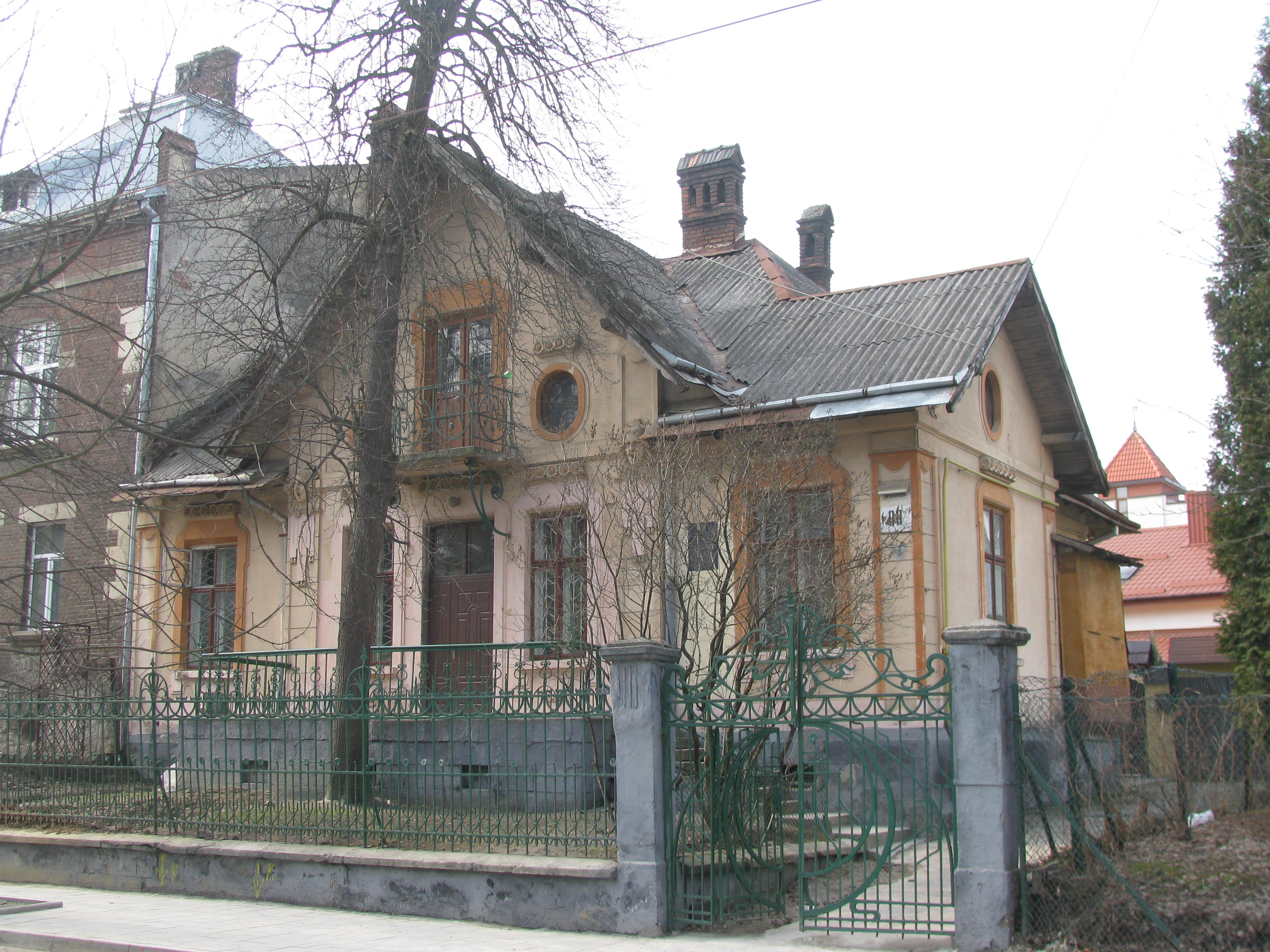
Будинок Михайла Маковича
(Коновальця, 88)

Житловий будинок
(Коновальця, 95а)

Вілла «Ґражина»
(Коновальця, 102)

- № 82 — вілла, споруджена на початку XX століття. Нині тут міститься ресторан «Золотий вепр».
- № 83 — одна з трьох віл, збудована для власників фабрики гіпсу — родини Франців у 1904 році за проєктом Михайла Маковича[40] у стилі неорококо з елементами «швейцарського» стилю в дерев'яних деталях[41]. На початку 2020-х років було проведено реконструкцію будинку[42]. Вілла внесена до реєстру пам'яток архітектури місцевого значення під охоронним № 2639-м[5].

- № 85, 85а, 85б, 85в — комплекс з чотирьох стандартних чотириповерхових будинки для родин радянських офіцерів, споруджених у 1950-х роках. За радянських часів належали до військового містечка № 112[43]. За Польщі ця велика ділянка під конскрипційним номером 1961 1/4 належала Францішеку Стефчику, польському кооперативному діячеві, засновнику перших сільських ощадно-кредитних спілок, які у народі називали «касами Стефчика».

- № 87 — вілла, споруджена у 1910 році за проєктом архітектора Юзефа Горнунга на замовлення польського кооперативного діяча Францішека Стефчика.
- № 88 — вілла, збудована для власного житла у 1904—1905 роках львівським будівничим Михайлом Маковичем за участі Станіслава Деца. Сецесійний скульптурний декор (непропорційно великі маскарони тощо) виконаний Михайлом Маковичем[41]. Будинок внесений до реєстру пам'яток архітектури місцевого значення під № 1114-м[5]. В будинку до 2017 року містилося ЛКП «Львівський ліхтар», втім нині будівля стоїть пусткою. І уже незабаром вона зможе отримати нового власника, оскільки, на 22 грудня 2017 року призначений аукціон, на якому одним з лотів є нежитлові приміщення підвалу, перший поверх та мезоніну вілли Маковича[44]. Стартова ціна лота становила 5 253 540 гривень[45]. 2018 року відбулися торги, на яких вілла Маковича була продана за 4 100 000 гривень ТзОВ «ВП „Будінвест“»[46].
- № 89 — вілла Юліуша Райсса, збудована у 1903 році за проєктом архітектора Євгена Веселовського. Будинок виконаний із стилізованими елементами бароко[12]. Будинок внесений до реєстру пам'яток архітектури місцевого значення під охоронним № 1115-м[5].
- № 90 — вілла, споруджена 1908 року за проєктом краківського архітектора Тадеуша Стриєнського. Збереглася у дещо перебудованому вигляді[47].
- № 92 — вілла «Вікторія» споруджена у 1909 році в стилі раціональної сецесії за проєктом Юзефа Пйонтковського для Вікторії Фрідман[12]. Будинок внесений до реєстру пам'яток архітектури місцевого значення під охоронним № 2641-м[5].

- № 93, 93-а — вілла збудована на початку 1920-х років з оздобами у стилі ар деко.
- № 94 — перебудований у 1935—1936 роках за проєктом Ришарда Гермеліна[12]. Будинок внесений до реєстру пам'яток архітектури місцевого значення під охоронним № 2642-м[5].
- № 95 — двоповерховий будинок, нагадує зменшену копію львівських кам'яниць. Збудований у добу раціональної сецесії.

Вілла Болеслава Неймана
(Коновальця, 99)

- № 95а — збудували у 1910—1914 роках за проєктом Петра Тарнавецького. Будинок внесений до реєстру пам'яток архітектури місцевого значення під охоронним № 2643-м[5].
- № 96 — будинок є пам'яткою архітектури місцевого значення під охоронним № 2644-м[5]. У міжвоєнний період тут містилося консульство Королівства Данія[14].
- № 97, 99а, 101 — три дев'ятиповерхових будинки, споруджені у 1960-х роках. Будинок № 97 зведений на місці вілли родини Франців (1907; будівничий Михайло Макович)[40][41], розібраною перед початком спорудження нині існуючого будинку. У цегляній прибудові до житлового багатоквартирного будинку № 97 від радянських часів працює відділення поштового зв'язку № 57[2], а також у наш час відкрилися комісійний магазин та магазин мережі магазинів самообслуговування «Рукавичка».
- № 98 — вілла споруджена у 1904—1905 роках проєктно-будівельним бюро Івана Левинського за проєктом Тадея Обмінського[15] на замовлення Ґрохольського гербу Людгард[48]. Чергова спроба Тадея Обмінського прищепити на львівському ґрунті карпатський стиль. Остання перебудова майже нічого від нього не залишила. Будинок внесений до реєстру пам'яток архітектури місцевого значення під охоронним № 1689-м[5].
- № 99 — віллу збудовано у 1926—1927 роках за проєктом Альфреда Захаревича для інженера Болеслава Неймана[12].
- № 100 — вілла, зведена у 1912 році за проєктом львівського архітектора Станіслава Улейського для Александера Кшечуновича, польського політика, представника відомої та шанованої у Львові вірменської родини Кшечуновичів. Вілла збудована у стилі неоготики та нагадує маленький середньовічний замок. Перебудована у 1927 році. Тут до 1940 року мешкав власник аптеки на Марійській площі Стефан Стенцель з родиною[49]. Станом, на вересень 2019 року, триває перепланування будинку. Будинок внесений до реєстру пам'яток архітектури місцевого значення під охоронним № 422-м[5].

- № 102 — вілла «Ґражина», збудована у 1906 році за проєктом Тадея Обмінського для професора Львівської політехніки Романа Дзеслевського. У 1913 році її перебудували у дворковому стилі з колонами за проєктом архітектора Адольфа Піллера. Нині вілла належить кафедрі дизайну Національного лісотехнічного університету[50]. Про це свідчать, зокрема, й різьблені дерев'яні вставки, вмонтовані у зелену металеву огорожу[51]. Будинок внесений до реєстру пам'яток архітектури місцевого значення під охоронним № 2645-м[5].

Готель «Турист»
(Коновальця, 103)

- № 103 — дев'ятиповерхова будівля готелю «Турист» збудований 1968 року за проєктом архітекторів І. Ланька[52] та К. Лещинської. До будівлі готелю прибудований одноповерховий зал ресторану (нині — боулінг-клуб)[32]. 1974 року для готелю «Турист» художник Тарас Драган створив ажурне, модульне, керамічне панно, що було встановлене у його холі, а 2020 року — демонтоване власниками готелю[53].
- № 105 — дев'ятиповерхівка збудована у 1970 році.
- № 106 — вілла[54].
- № 108, 110 — за вуличкою Семирадського привертають увагу вілли-близнюки родин Равських та Садловських, збудовані у 1906—1907 роках у стилі сецесії за проєктом Казімежа Равського. З часом вілли перестали бути схожими на близнюків. Першу відновили, але вона зберегла лише форми, оригінальний стиль мансарди і характерні керамічні вставки з орнаментом над вікнами. Від 2014 року власницею вілли під № 110 є Наталія Дубневич. Наприкінці травня 2020 року власники самовільно почали розбирати верхню частину вілли. 9 червня 2020 року комісією ДАБК складений акт про припинення робіт через недотримання власниками вілли умов декларації про початок будівельних робіт[55].
- № 109 — двоповерхова будівля центру адаптивного управління дорожнім рухом (Центр керування рухом) ЛКП «Львівавтодор». Центр відкритий наприкінці жовтня 2012 року на базі колишнього диспетчерського пункту «Львівелектротрансу» на кінцевій зупинці трамвайного маршруту № 2[56].
- № 114, 116 — комплекс будівель львівського обласного дитячого ревмокардіотологічного санаторію. Санаторій створений наприкінці 1960-х років, з метою подолання епідемії дитячого кардіоревматизму[57]. Від радянських часів лікувальний заклад працював, як дитячий садок санаторного типу, розрахованого на 55 ліжок. У жовтні 2017 року, через відсутність пацієнтів, призупинив свою роботу. Того ж року Львівська обласна рада ухвалила рішення щодо реорганізації санаторію та приєднання його до львівської обласної дитячої клінічної лікарні «Охматдит» та виставила на приватизацію будівлі санаторію[58], але «Охматдит» від санаторію відмовилася. 7 лютого 2020 року управлінням спільного майна Львівської обласної ради проведено аукціон з продажу комплексу будівель колишнього дитячого санаторію. В аукціоні брали участь десять фірм. Новим власником стало ТзОВ «Нордік—Буд», сплативши за лот 41 800 000 гривень. Виручені від аукціону кошти спрямують на потреби медичної галузі області[59].
- № 120 — у будинку мешкали від 1967 році сини академіка Івана Крип'якевича. Петро-Богдан Крип'якевич був одним із засновників львівської кристалохімічної наукової школи. Кандидат технічних наук Роман Крип'якевич, науковий працівник Львівського фізико-механічного інституту перебував під «опікою» КДБ, і багато років, до кінця 1980-х років, змушений був працювати, як багато інших дисидентів, кочегаром.
- № 124 — заклад дошкільної освіти ясла-садок № 3 Львівської міської ради[60].